# Maître de l'Annonce aux bergers
Le Maître de l'Annonce aux bergers est un peintre baroque italien actif durant environ 20 ans à Naples, entre 1630 et 1650, et fervent représentant du vigoureux courant naturaliste napolitain. Il demeure, encore actuellement,  plongé dans l'anonymat.   

## Mythe ou réalité
Longtemps confondues avec celles de Bartolomeo Bassante (Mayer 1908 & 1923 ; Longhi 1935 & 1969), ses œuvres lui sont finalement  réattribuées  par Ferdinando Bologna (1955 & 1958), qui propose ce surnom en raison de la récurrence dans son œuvre de ce sujet tiré du Nouveau Testament (Luc, II, 8-12). En effet on connaît pas loin d'une dizaine de versions de ce thème de l'Annonce aux bergers, dont celles du :  
- Birmingham Museum and Art Gallery 1630-1631,
- musée Capodimonte de Naples 1625-1630
- musée des beaux-arts et d'archéologie de Besançon vers 1635,
- musée des beaux-arts de Nantes.

La toile de Besançon reproduit cet épisode avec quelques variantes par rapport à celle de Naples ; de même le tableau de Nantes est la citation de la moitié gauche de celui de Besançon. L'artiste, visiblement satisfait de sa création, a repris d'une version à l'autre l'ensemble ou des détails de sa structure de base. Il y décrit, en des compositions denses et dramatiques, des types populaires fortement individualisés et des moutons, peints avec un sentiment naturaliste intense.
D'autres spécialistes ont essayé, vainement, de l'identifier avec, entre autres, Giovanni Do (Raffaele Causa, puis Maurizio Marini), Nunzio Rossi (De Vito, in Naples, 1984-1985) et Pietro Beato (Spinosa 1988) ; mais le consensus actuel est, jusqu'à plus ample informé, de revenir à la proposition de Bologna.
Quoi qu'il en soit de son identité civile, le Maître de l'Annonce aux bergers n'en est pas moins considéré comme l'une des personnalités les plus remarquables et les plus intéressantes de la peinture napolitaine entre 1630 et 1650, et un représentant du renouveau du courant naturaliste après 1630  aux côtés de Francesco Guarino, Aniello Falcone et Francesco Fracanzano. Mais, plus qu'eux, il révèle une connaissance approfondie des œuvres de jeunesse de Velázquez  et évidemment de celles de  Ribera, et, à travers lui, du Caravage.

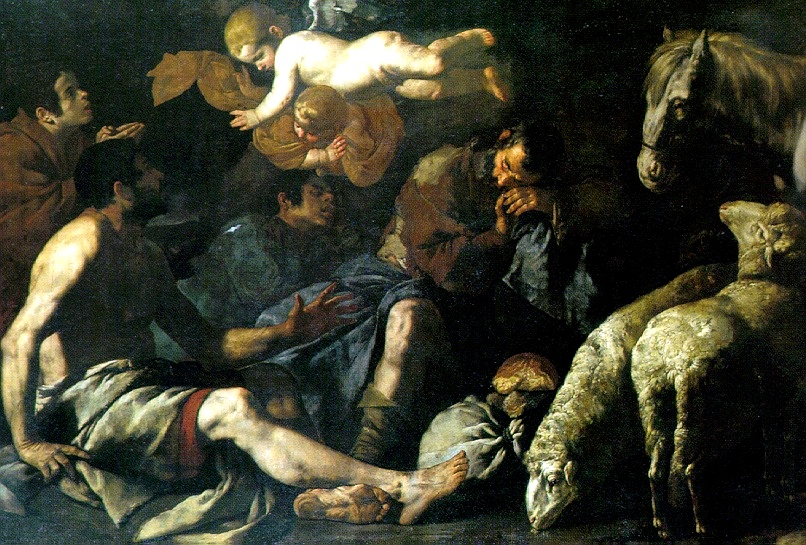
L'Annonce aux bergers (de Capodimonte), entre 1625 et 1630
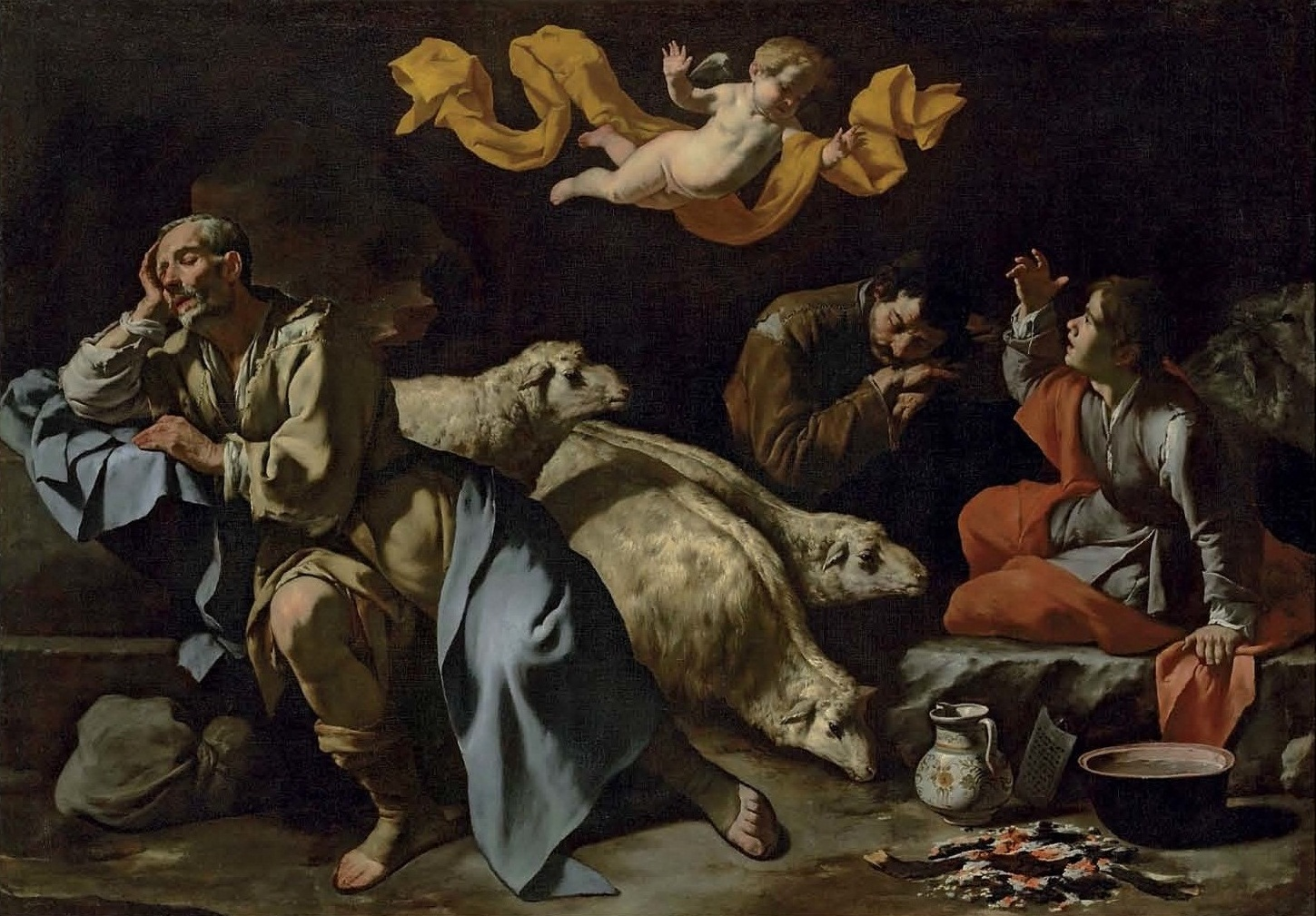
L'Annonce aux bergers, 17ème, localisation inconnue

## Œuvre
Outre les différentes versions de l'Annonce aux bergers, on peut citer:

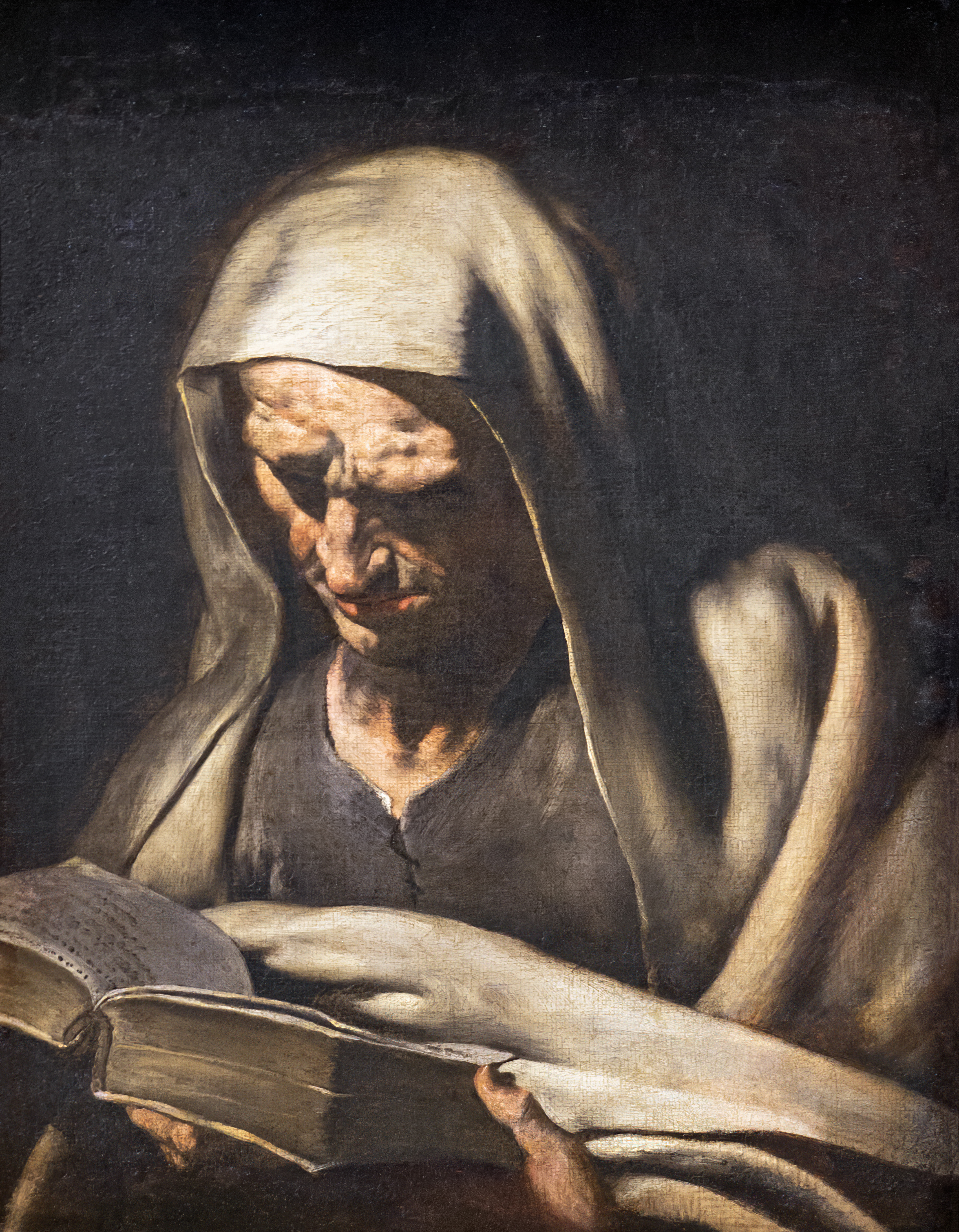
Prophète en buste lisant, Musée des Beaux-Arts de Bordeaux

- Prophète en buste lisant, Bordeaux, musée des Beaux-Arts
- Nativité de Marie, Castellammare di Stabia, église sainte Marie-de-la-Paix
- Rachel et Jacob, Palerme, Palais Abatellis

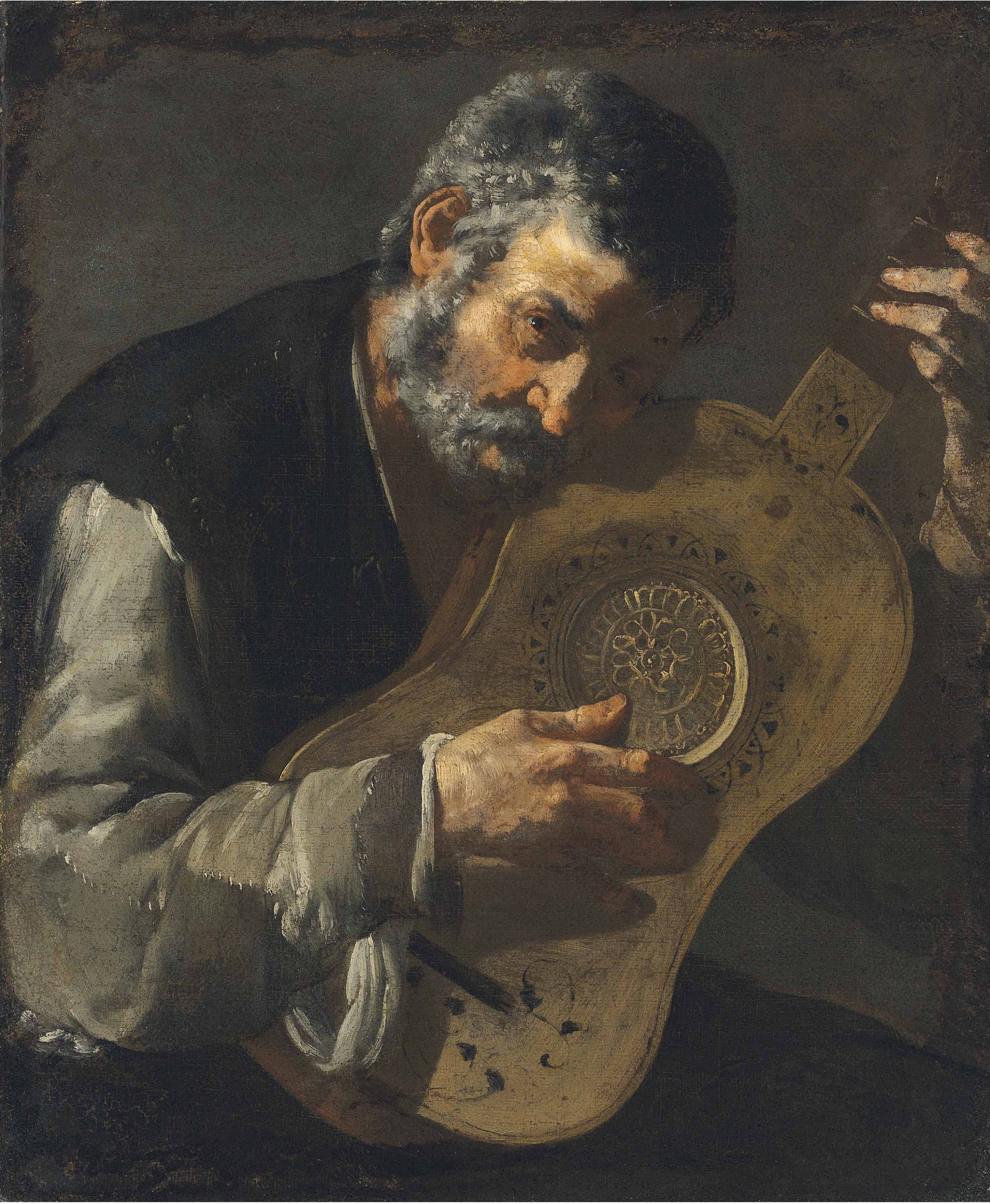
Homme jouant de la guitare

- Homme jouant de la guitareRencontre de Jacob et Rachel, collection privée
- Adoration des bergers, musée d'art de São Paulo
- Jésus parmi les docteurs, huile sur toile, 117 × 98 cm, Musée des beaux-arts de Nantes[6]
- les Noces de Jacob et Rachel Paris, Louvre, en dépôt au musée Granet d'Aix-en-Provence
- Bergers et brebis,pinacothèque capitoline de Rome entre 1625-50
- Philosophe écrivant, Pau, musée des Beaux-Arts, 1650
- Christ aux outrages, après 1616, toile, 235 × 181 cm Paris, Louvre[7]
- Adoration des mages, Naples, palais Zevallos

## Sources
- Nicolas Joyeux in  L'Âge d'or de la peinture à Naples, ouvrage collectif, LIENART, 2015, p. 150  (ISBN 978-2-35906-140-6)
- Dictionnaire Larousse de la Peinture